# 东福寺站
東福寺站（日语：／ Tōfukuji eki */?）位于日本京都府京都市東山區本町，是西日本旅客铁道（JR西日本）和京阪电气铁道管辖的鐵路車站。

## 历史
- 1910年4月15日 - 作为京阪电气铁道车站开业。
- 1916年3月29日 - 站房改建[1]
- 1943年10月1日 - 公司合并，成为京阪神急行电铁车站。
- 1949年12月1日 - 公司拆分，成为京阪电气铁道车站。
- 1957年12月27日 - 国铁奈良线东福寺站开业[1]。新站开业时，国铁业务由京阪委托办理，国铁与京阪共用售票窗口。
- 1958年4月8日 - 国铁东福寺站与京阪东福寺站连接工程竣工[1]。
- 1970年4月1日 - 上下行站台延伸，站房改建工程竣工[1]。
- 1987年4月1日 - 国铁分割民营化后成为JR西日本车站。
- 1989年9月27日 - 京阪鸭东线开业，时刻表修订，京阪本线准急列车通过本站。
- 1993年
  - 5月19日 - 京阪東福寺站雨棚延伸，同时设置无障碍卫生间[2]。
  - 10月23日 - 站务室重建工程竣工。
  - 12月5日 - JR奈良线東福寺站改为上跨式站房[3]。
- 1994年8月12日 - 京阪東福寺站改建工程竣工[4]。
- 2001年
  - 3月3日 - 京都站至JR藤森站区间复线化工程竣工[5]。JR西日本の駅は2面2線の棒線駅となる。
  - 10月1日 - 奈良線東福寺站成为快速和区間快速列车停車站。
- 2003年
  - 3月15日 - 奈良線東福寺站成为都路快速停车站。
  - 9月6日 - 时刻表修改，京阪本線東福寺駅成为准急列车停车站。
  - 9月13日 - JR与京阪的检票口完全分离[1]。
  - 11月1日 - 支持使用ICOCA[6]。
- 2018年3月12日 - 开始使用车站编号[7]。

## 车站结构

### 京阪电气铁道
對向式月台2面2線的地面車站。

#### 月台配置
| 月台 | 路線     | 方向 | 目的地                     |
| ---- | -------- | ---- | -------------------------- |
| 1    | 京阪本线 | 上行 | 三條、出町柳方向           |
| 2    | 京阪本线 | 下行 | 中書島、枚方市、淀屋橋方向 |

### JR西日本
對向式月台2面2線的地面車站。
宇治站管理的业务委托站。支持使用ICOCA。

#### 月台配置
| 月台 | 路線   | 方向 | 目的地         |
| ---- | ------ | ---- | -------------- |
| 1    | 奈良線 | 上行 | 京都方向       |
| 2    | 奈良線 | 下行 | 宇治、奈良方向 |

## 使用情况
根据京都市统计书以及京都府统计书，本站1日平均乘车人数与1日平均乘降人数如下表。
| 年度   | 京阪电气铁道       | 京阪电气铁道     | JR西日本         |
| 年度   | 1日平均 上下車人次 | 1日平均 上車人次 | 1日平均 上車人次 |
| ------ | ------------------ | ---------------- | ---------------- |
| 2004年 | -                  | 6,455            | 5,526            |
| 2005年 | -                  | 6,592            | 5,805            |
| 2006年 | -                  | 6,216            | 6,178            |
| 2007年 | 14,008             | 6,170            | 6,433            |
| 2008年 | 14,249             | 7,164            | 6,660            |
| 2009年 | 14,282             | 7,211            | 6,882            |
| 2010年 | 14,359             | 7,282            | 7,222            |
| 2011年 | 14,063             | 6,934            | 7,538            |
| 2012年 | 14,442             | 7,403            | 8,027            |
| 2013年 | 15,359             | 7,907            | 8,433            |
| 2014年 | 16,843             | 8,644            | 8,899            |
| 2015年 | 18,696             | 9,369            | 9,541            |
| 2016年 | 15,151             | 7,625            | 9,627            |
| 2017年 | 16,405             | 8,205            | 9,877            |
| 2018年 |                    | 8,559            | 9,940            |

## 相鄰車站
京阪電氣鐵道
 京阪本線
■快速特急「洛樂」、□Liner、■特急、■通勤快急、■快速急行、■急行
通過
■通勤準急（只限平日下行方向）、■準急、■普通
鳥羽街道（KH35）－東福寺（KH36）－七條（KH37）
西日本旅客鐵道
 奈良線
■都路快速、■快速、■區間快速
京都（JR-D01）－東福寺（JR-D02）－六地藏（JR-D06）
■普通
京都（JR-D01）－東福寺（JR-D02）－稻荷（JR-D03）

## 外部連結
- 東福寺 - 京阪電氣鐵道
- 東福寺｜車站資訊：JR出門網 - 西日本旅客鐵道